# Aphodius swaneticus
Aphodius swaneticus är en skalbaggsart som beskrevs av Edmund Reitter 1892. Aphodius swaneticus ingår i släktet Aphodius och familjen Aphodiidae. Inga underarter finns listade i Catalogue of Life.